# Letiště Ženeva
Letiště Ženeva (IATA: GVA, ICAO: LSGG), dříve známé jako letiště Cointrin, je mezinárodní letiště města Ženeva, druhého největšího města ve Švýcarsku. Leží 4 km na severozápad od centra města v bezprostřední blízkosti francouzských hranic, v katastru obcí Meyrin a Le Grand-Saconnex. V prosinci 2014 poprvé dosáhlo počtu 15 mil. cestujících a slouží jako uzel (hubů pro společnosti Swiss International Air Lines, easyJet Switzerland d Etihad Regional. Ženeva nabízí síť letů především do evropských metropolitních a rekreačních destinací, stejně jako některé dálkových letů do Severní Ameriky, Číny a na blízký východ, mezi nimi Swiss International Air Lines s dálkovou dopravu (do New Yorku) mimo Curych.